# 秘府略

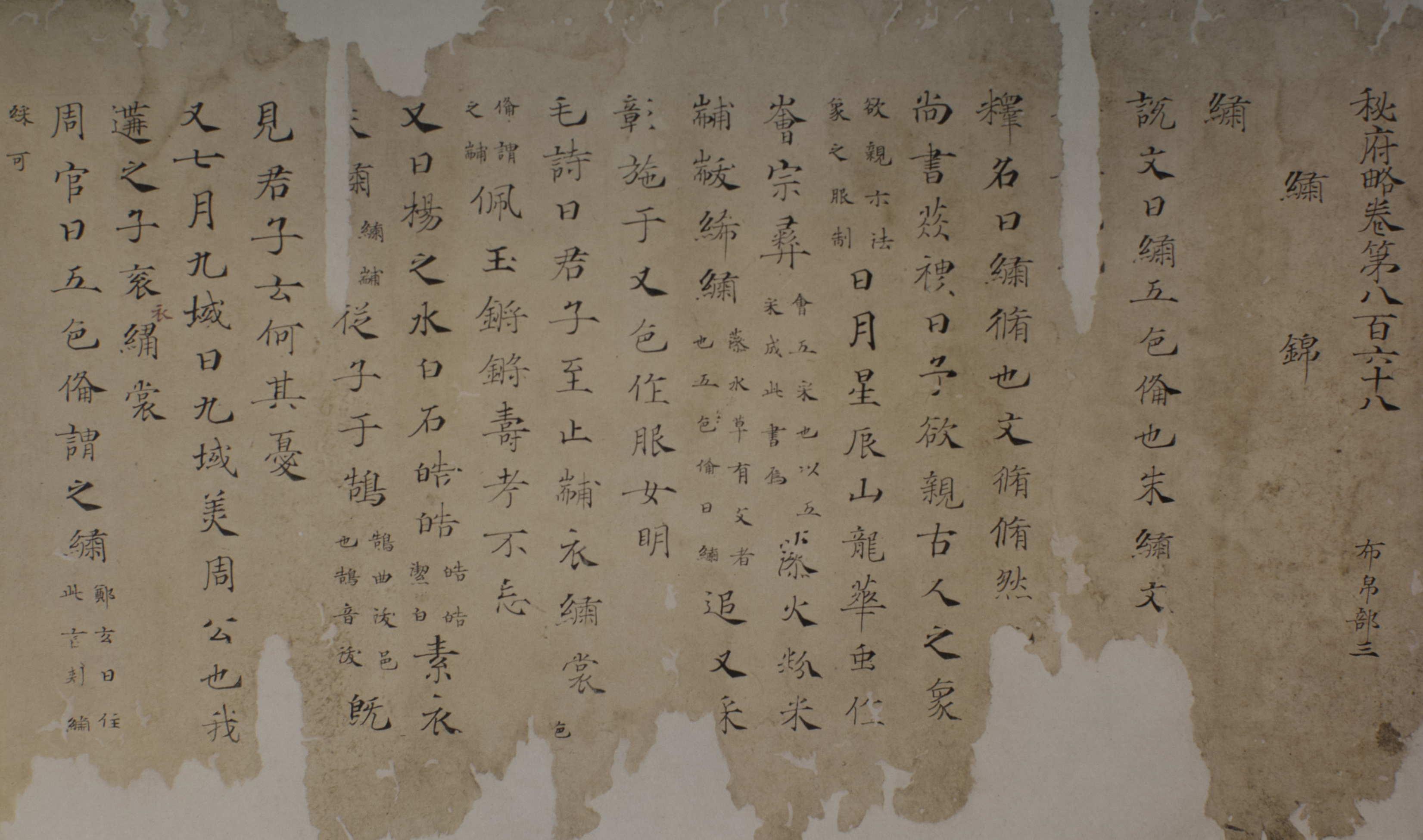
尊経閣文庫本

『秘府略』（ひふりゃく）は、平安時代前期の天長8年（831年）に編纂された日本最古の類書（一種の百科事典）である。淳和天皇の勅により、滋野貞主が編纂した。元は1000巻あったが、写本2巻のみ現存。

## 概要
中国の『太平御覧』に先行する大部の類書である。中国の類書を参考に、漢籍（中国の書籍）から記事を引用して、項目ごとにまとめている。「秘府」は宮中の書庫の意。
現存するのは「百穀部」の一部（巻864、成簣堂文庫蔵）と「布帛部」の一部（巻868、尊経閣文庫蔵）のみである。